# Olympische Winterspiele 2006/Teilnehmer (Albanien)
| Gelbes Symbol für Goldmedaillen mit stilisierten Olympischen Ringen | Graues Symbol für Silbermedaillen mit stilisierten Olympischen Ringen | Braundes Symbol für Bronzemedaillen mit stilisierten Olympischen Ringen |
| ------------------------------------------------------------------- | --------------------------------------------------------------------- | ----------------------------------------------------------------------- |
| —                                                                   | —                                                                     | —                                                                       |

Albanien nahm an den Olympischen Winterspielen 2006 im italienischen Turin mit einem Athleten teil.
Es war das erste Mal, dass Albanien einen Teilnehmer zu den Olympischen Winterspielen schickte. Er konnte keine olympische Medaille erringen.

## Flaggenträger
Erjon Tola trug die Flagge Albaniens sowohl während der Eröffnungs- als auch bei Schlussfeier.

## Teilnehmer nach Sportarten

### Ski Alpin
| Athleten   | Wettbewerb   | Zeit          | Rang |
| ---------- | ------------ | ------------- | ---- |
| Männer     |              |               |      |
| Erjon Tola | Riesenslalom | 3:02,89 min   | 35   |
| Erjon Tola | Super-G      | 1:44,27 min   | 56   |
| Erjon Tola | Slalom       | nicht beendet | –    |